# フレデリック・カーランド・ウィリアムス
サー・フレデリック・カーランド・ウィリアムス（英: Sir Frederic Calland Williams、1911年6月26日 - 1977年8月11日）は、イングランドの工学者。通称はフレディ (Freddie)。

## 経歴
マンチェスター・ビクトリア大学を卒業後、オックスフォード大学モードリン・カレッジに進学し、1936年に博士号を取得。
電気通信研究財団で働き、第二次世界大戦中はレーダーの開発に関与した。
1946年、マンチェスター大学の電気工学科の学科長に就任。そこでトム・キルバーンと共にプログラム内蔵式のデジタルコンピュータ Manchester Mark I を開発した。
初期の記憶装置として使われたウィリアムス管の発明で知られている。

## 栄誉・受賞
1945年に大英帝国勲章オフィサー（OBE）を、1961年に大英帝国勲章コマンダー（CBE）を受勲し、1976年にナイトに叙された。
1950年王立協会フェロー (FRS)選出、1964年同協会からベーカリアン・メダル受賞。1972年ファラデー・メダル受賞。